# Michael Scott Rohan
Michael Scott Rohan (* 22. Januar 1951 in Edinburgh; † 12. August 2018 ebenda) war ein schottischer Science-Fiction- und Fantasy-Autor.

## Leben und Leistungen
Rohan studierte Jura an der Oxford University und schloss als Master 1973 ab. An der Universität lernte er seine spätere Frau Deborah kennen, die er 1977 heiratete.   Nach dem Abschluss war er bis 1978 Lektor für Enzyklopädien. Außerdem schrieb er Kolumnen insbesondere über Opern für verschiedene Musikmagazine.
Seine erste Kurzgeschichte veröffentlichte Rohan 1973 in einem Universitätsmagazin. Ab 1977 veröffentlichte er Kurzgeschichten professionell. Die ersten Romane verfasste er teilweise in Zusammenarbeit mit Allan J. Scott. Die bekanntesten Werke Rohans sind die Zyklen Der Winter der Welt und Pfortenwelt.
2000 wurde bei Rohan eine unheilbare Krankheit festgestellt. Anschließend hörte er weitgehend mit dem Schreiben auf. Er starb am 12. August 2018 in einem Krankenhaus in Edinburgh.

## Publikationen
Der Winter der Welt (The Winter of the World)
- The Anvil of Ice. Macdonald 1986, ISBN 0-356-10749-3
  - Der Amboß aus Eis. Heyne 1994, Übersetzerin Irene Bonhorst, ISBN 3-453-07252-9
- The Forge in the Forest. Macdonald 1987, ISBN 0-356-10750-7
  - Die Schmiede im Wald. Heyne 1993, Übersetzerin Irene Bonhorst, ISBN 3-453-07253-7
- The Hammer of the Sun. Macdonald 1988, ISBN 0-356-15147-6
  - Der Hammer der Sonne. Heyne 1994, Übersetzerin Irene Bonhorst, ISBN 3-453-07254-5
- The Castle of the Winds. Orbit 1998, ISBN 1-85723-570-3
- The Singer and the Sea. Orbit 1999, ISBN 1-85723-741-2
- Shadow of the See. Orbit 2001, ISBN 1-84149-041-5

Pfortenwelt (The Spiral)
- Chase the Morning. Orbit 1990, ISBN 0-7088-8338-9
  - Wolfsdämmerung. Goldmann 1996, Übersetzer Gerald Jung, ISBN 3-442-24670-9
- The Gates of Noon. Gollancz 1992, ISBN 0-575-05317-8
  - Hexendämmerung. Goldmann 1996, Übersetzer Gerald Jung, ISBN 3-442-24671-7
- Cloud Castles. Gollancz 1993, ISBN 0-575-05563-4
  - Gralsdämmerung. Goldmann 1996, Übersetzer Gerald Jung, ISBN 3-442-24672-5
- Maxie's Demon. Orbit 1997, ISBN 1-85723-462-6
  - Maxies Dämon. Bastei Lübbe 2001, Übersetzerin Frauke Meier, ISBN 3-404-20417-4

Einzelromane
- Run to the Stars. Arrow Books 1982, ISBN 0-09-929870-8
- The Ice King. New English Library 1986, ISBN 0-450-06110-8 (als Michael Scot mit Allan J. Scott)
- A Spell of Empire. The Horns of Tartarus. Orbit 1992, ISBN 0-7088-8360-5 (mit Allan J. Scott)
- The Lord of Middle Air. Gollancz 1994, ISBN 0-575-05780-7
  - Der Herr der Dämmerung, Goldmann 1998, Übersetzerin Susanne Walter, ISBN 3-442-24713-6

Sachbücher
- Fantastic People. Magical Races of Myth and Legend. Galahad Books 1980, ISBN 0-88365-464-4
- The Hammer and the Cross: The Conversion of the Vikings. Alder Publishing 1981, ISBN 0907162002 (mit Allan J. Scott)
- First Byte, 1983